# Rosa Pich-Aguilera Roca
Rosa Pich-Aguilera Roca (Barcelona, 29 de octubre de  1965) es una escritora española.

## Biografía
Hija del empresario y pionero de la orientación familiar Rafael Pich-Aguilera. Octava de dieciséis hermanos. Con diecisiete años, al acabar el colegio, trabajó como diseñadora de estampados en una empresa textil. Posteriormente realizó el PDD en el IESE.   
El 15 de julio de 1989, se casó con José María Postigo (28 de octubre de 1960-6 de marzo de 2017), con la ilusión de tener una familia numerosa. Tuvieron dieciocho hijos entre 1990 y 2010. Sus tres hijos mayores (Carmen, Javier y Montse) fallecieron por cardiopatías congénitas y los médicos les recomendaron no tener más hijos. Pero nacieron quince más: Perico, Juanpi, Cuqui, Magui, Tere, Rosita, Gaby, Ana, Álvaro, los mellizos Pepa y Pepe, Pablo, Tomás, Lolita y Rafael. Por ello se convirtieron en la familia con niños en edad escolar más grande de Europa.
En febrero de 2017, los médicos informaron a su marido, Chema que tenía un cáncer de hígado. Él quiso comunicar personalmente a cada uno de sus hijos, uno a uno, su enfermedad: “Les dijo: Jesús es muy bueno, nos quiere mucho, nos quiere junto a él”. Falleció el 6 de marzo, tras casi treinta años de matrimonio, a los 56 años.
Rosa tiene una cuenta en Instagram, con más de 112.000 seguidores en marzo de 2024.

### Publicaciones
- ¿Cómo ser feliz con 1,2,3...hijos?, Madrid, Palabra, 2013, 176 pp.[8]
- La vida es bella y más si se vive en familia, Madrid, Ediciones Martínez Roca, 2022, 200 pp.[9]

### Premios
- Premio "Familia Numerosa Europea del Año" (2015), concedido por la European Large Families Confederation (ELFAC) en colaboración con Nova Terrae Foundation (NTF), por su "ejemplo de lucha, afán de superación y apuesta por la vida"[10]